# Илле-Карга
Илле-Карга́ — упразднённая деревня в Большереченском районе Омской области. Входила в состав Уленкульского сельского поселения. Упразднена в 2009 году.

## География
Располагалась у озера Иллекуль, в 9 км к юго-западу от деревни Тусказань.

## История
Основана в 1775 году. В 1928 году деревня Илья-Карга состояла из 34 хозяйств, основное население — русские. В составе Преображенского сельсовета Евгащинского района Тарского округа Сибирского края.

## Население
| 1926 | 2002 |
| ---- | ---- |
| 165  | ↘8   |

Национальный состав
Согласно результатам переписи 2002 года, в национальной структуре населения: русские составляли 87 % от общей численности населения.